# Kyle Connor
Kyle Connor (ur. 9 grudnia 1996 w Clinton Township, Stany Zjednoczone) – hokeista amerykański, gracz ligi NHL, reprezentant USA.

## Kariera klubowa
- Youngstown Phantoms (2012 - 2015)
- Michigan Wolverines (2015 - 11.04.2016)
- Winnipeg Jets (31.01.2015 -
  -  Manitoba Moose (2016 - 2017)

## Kariera reprezentacyjna
- Reprezentant USA na MŚJ U-18 w 2014
- Reprezentant USA na MŚ w 2016

## Sukcesy
Reprezentacyjne
- Złoty medal z reprezentacją USA na MŚJ U-18 w 2014